# Beat Goes On
Beat Goes On – utwór Madonny z 2008 roku.

## Ogólne informacje
Początkowo miał to być czwarty i zarazem ostatni singel promujący album Hard Candy. Premiera singla była zaplanowana na czwarty kwartał 2008 roku, jednak nie wydano go nigdy. Wiadomo jednak, że teledyskiem do singla miał być materiał nagrany podczas trasy Sticky & Sweet Tour.
Piosenka dotarła do miejsca 97. na amerykańskiej liście Billboard Pop 100.